# Emil Bücherl

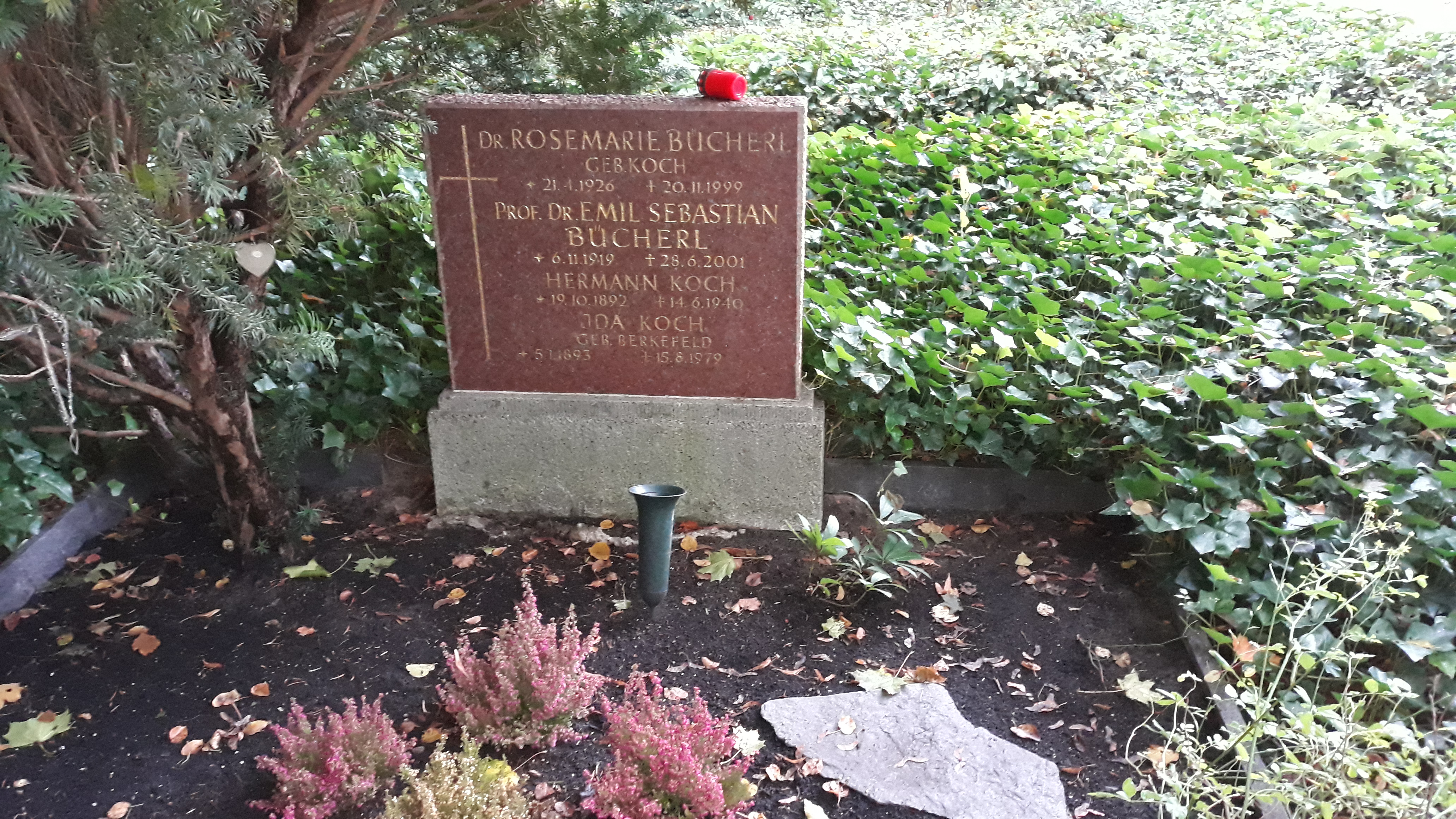
Das Grab von Emil Bücherl und seiner Ehefrau Rosemarie geborene Koch auf dem Evangelischen Luisenkirchhof III in Berlin.

Emil Sebastian Bücherl (* 6. November 1919 in Furth im Wald; † 28. Juni 2001 in Berlin) war ein deutscher Wissenschaftler und Herzchirurg. Er gilt als Pionier der deutschen Kunstherzforschung sowie der Technik der Organtransplantation. Er war emeritierter Professor an der Freien Universität Berlin.

## Leben
Bücherl wuchs in Rosenheim auf, wo er das Abitur bestand. Danach studierte ab 1938 Medizin in München, Rom und Heidelberg. An der Universität Heidelberg erfolgte 1944 die Promotion. Bücherl arbeitet ab 1944 zunächst am städtischen Marienkrankenhaus in Amberg, 1955 habilitierte er nach Studienaufenthalten bei amerikanischen und europäischen Herzchirurgen an der Universität Göttingen, wo er an der Chirurgischen Klinik und am Physiologischen Institut als Assistent tätig war. Das Thema seiner Habilitationsschrift lautete „Über ein künstliches Herz-Lungen-System“.
1957 kam er als Oberarzt an das Klinikum Westend der Freien Universität Berlin (FU), wurde 1962 außerplanmäßiger Professor und war dort bis zu seinem Wechsel an das Berliner Städtische Krankenhaus Neukölln im Jahre 1964 kommissarischer Leiter der chirurgischen Klinik. 1969 kehrte Bücherl zurück an die FU und erhielt dort den Lehrstuhl für Chirurgie, wo er bis zu seiner Emeritierung 1988 tätig war. Von 1971 bis 1976 war er Vorsitzender vom West-Berliner Teil der Berliner Chirurgischen Gesellschaft.
Mit einer Vielzahl erstmaliger Operationen im Bereich der Transplantationsmedizin und dem Ersatz menschlicher Organe ist der Name Emil Bücherl verbunden: Am 10. Oktober 1957 operierte er als Erster in Deutschland in der Chirurgischen Universitätsklinik der Freien Universität in Berlin am offenen Herzen, unter Einsatz der damals neu entwickelten Herz-Lungen-Maschine. 1963 führte er die erste Nierentransplantation durch, nahm einige Jahre später die erste und für lange Zeit einzige Lungentransplantation (1968) in Deutschland vor und führte nach Christiaan Barnard weltweit eine der ersten Herztransplantationen (1969) durch.
Ein wichtiger Schwerpunkt seiner Forschungstätigkeit war die Entwicklung eines künstlichen Herzens. In seiner 1974 eingerichteten herzchirurgischen Forschungsabteilung stellte er 1976 der Öffentlichkeit ein Kalb vor, das 120 Tage mit einem künstlichen Herzen lebte. 1979 wurde das als Berliner Kunstherz bekannt gewordene Organ einem Menschen implantiert und diente kurzfristig zur Unterstützung dessen Blutkreislaufes. Seine Erfindung hatte nicht den Zweck, menschliche Organe dauerhaft zu ersetzen, sondern sollte nur die Wartezeit eines Patienten auf ein transplantierbares Spenderherz überbrücken und somit das Überleben des Herzkranken in dieser Zeit sicherstellen. In mehreren Tierversuchen konnte die Überlebensdauer mit dem entwickelten Kunstherz gesteigert werden. So überlebte 1981 ein Kalb nach einer Kunstherzeinpflanzung 268 Tage und eine Ziege im Jahr 1984 rund 345 Tage. 1986 wandte er das weiterentwickelte und verbesserte Berliner Kunstherz bei drei Patienten mit kurzem bzw. mehrwöchigem Erfolg an. Seine Forschung galt aber nicht nur dem Kunstherz, sondern auch der künstlichen Luftröhre und Speiseröhre. Maßgeblich war auch seine Weiterentwicklung des implantierbaren Herzschrittmachers.
Bücherl starb an den Spätfolgen eines Autounfalls. Für seine wissenschaftlichen Leistungen wurde er unter anderem 1976 mit der Berliner Ernst-Reuter-Plakette, 1984 mit dem Großen Verdienstkreuz der Bundesrepublik Deutschland und 1985 mit der Verleihung der Targa Europea gewürdigt. Auch in der hohen Zahl von Veröffentlichungen – fast 400 Publikationen und Monografien – spiegelt sich seine rege Forschungstätigkeit wider. Das Deutsche Herzzentrum Berlin, heute auf dem Campus Virchow-Klinikum der Charité angesiedelt, ging 1986 aus seinem 1974 gegründeten „Forschungshaus“ im Klinikum Westend hervor. Sein Kollege Roland Hetzer setzte dort bis Ende 2014 als Ärztlicher Direktor seine Arbeit fort.
Die European Society for Artificial Organs verleiht im Andenken den Emil-Bücherl-Preis für das Lebenswerk herausragender Wissenschaftler auf dem Gebiet der künstlichen Organe.